# موزه هنر اسلامی اورشلیم
موزه هنرهای اسلامی LA Mayer (که قبلاً به عنوان مؤسسه LA Mayer برای هنر اسلامی شناخته می‌شد) (عبری: מוזיאון ל. א. מאיר לאמנות האסלאם؛ عربی: معهد ل.أ. مئسلام به نام art an الفنالم است. ۱۹۷۴. این موزه که در گوشه خیابان هاپالماخ در کاتامون، نزدیک تئاتر اورشلیم واقع شده است، سفال‌های اسلامی، منسوجات، جواهرات، اشیاء تشریفاتی و سایر آثار فرهنگی اسلامی و مجموعه‌ای از ساعت‌های نادر را در خود جای داده است.

## تاریخچه
این موزه توسط ورا برایس سالومونس، دختر سر دیوید لیونل سالومونس (برادرزاده اولین شهردار یهودی لندن)، به یاد دوست و معلمش، لئو آریه مایر، رئیس دانشگاه عبری اورشلیم، محقق هنر اسلامی که در سال ۱۹۵۹ درگذشت، تأسیس شد. سالومون تصریح کرد که موزه از نظر مالی مستقل باقی خواهد ماند و از بودجه عمومی پشتیبانی نخواهد شد. این ساختمان توسط الکساندر فریدمن طراحی و ساخت آن در سال ۱۹۶۵ آغاز شد.اولین کارگردان گابریل موریا بود.
این موزه دارای نه گالری است که به ترتیب زمانی سازماندهی شده‌اند و به بررسی باورها و هنر تمدن اسلامی می‌پردازند. علاوه بر مجموعه خصوصی مایر، این موزه میزبان مهره‌های شطرنج، دومینو و کارت‌های بازی عتیقه؛ خنجر، شمشیر، کلاهخود؛ منسوجات؛ جواهرات؛ ظروف شیشه‌ای، سفالی و فلزی تولید شده در کشورهای اسلامی، از اسپانیا تا هند، است. مجموعه‌ای از فرش‌های اسلامی در سال ۱۹۹۹ به آن اضافه شد.
ندیم شیبان در سال ۲۰۱۴ به عنوان مدیر موزه منصوب شد. اولین اقدام او تبدیل تالار اسلحه در ورودی به فضایی برای نمایشگاه‌های موقت بود.

## مجموعه ساعت‌های کمیاب
یک گالری در موزه نیز مجموعه ساعت‌ها و مچ‌بندهای دیوید سالومون را به نمایش می‌گذارد. در ۱۵ آوریل ۱۹۸۳، حدود ۲۰۰ قلم کالا، از جمله نقاشی‌ها و ده‌ها ساعت مچی و دیواری کمیاب، در جریان سرقت از موزه به سرقت رفت. در میان ساعت‌های دزدیده شده، ساعتی که به «ماری آنتوانت» معروف است، به اصطلاح «مونالیزای» ساعت‌ها، و گوهر تاج مجموعه ساعت‌ها، که توسط ساعت‌ساز مشهور فرانسوی-سوئیسی، آبراهام-لویی برگوت، که ظاهراً برای ملکه ماری آنتوانت ساخته شده بود، و ارزش تخمینی آن ۳۰ میلیون دلار آمریکا تخمین زده می‌شود، وجود داشت. این ساعت بخشی از یک مجموعه منحصر به فرد از ۵۷ ساعت Breguet بود که توسط Vera Bryce Salomons به موزه اهدا شده بود.

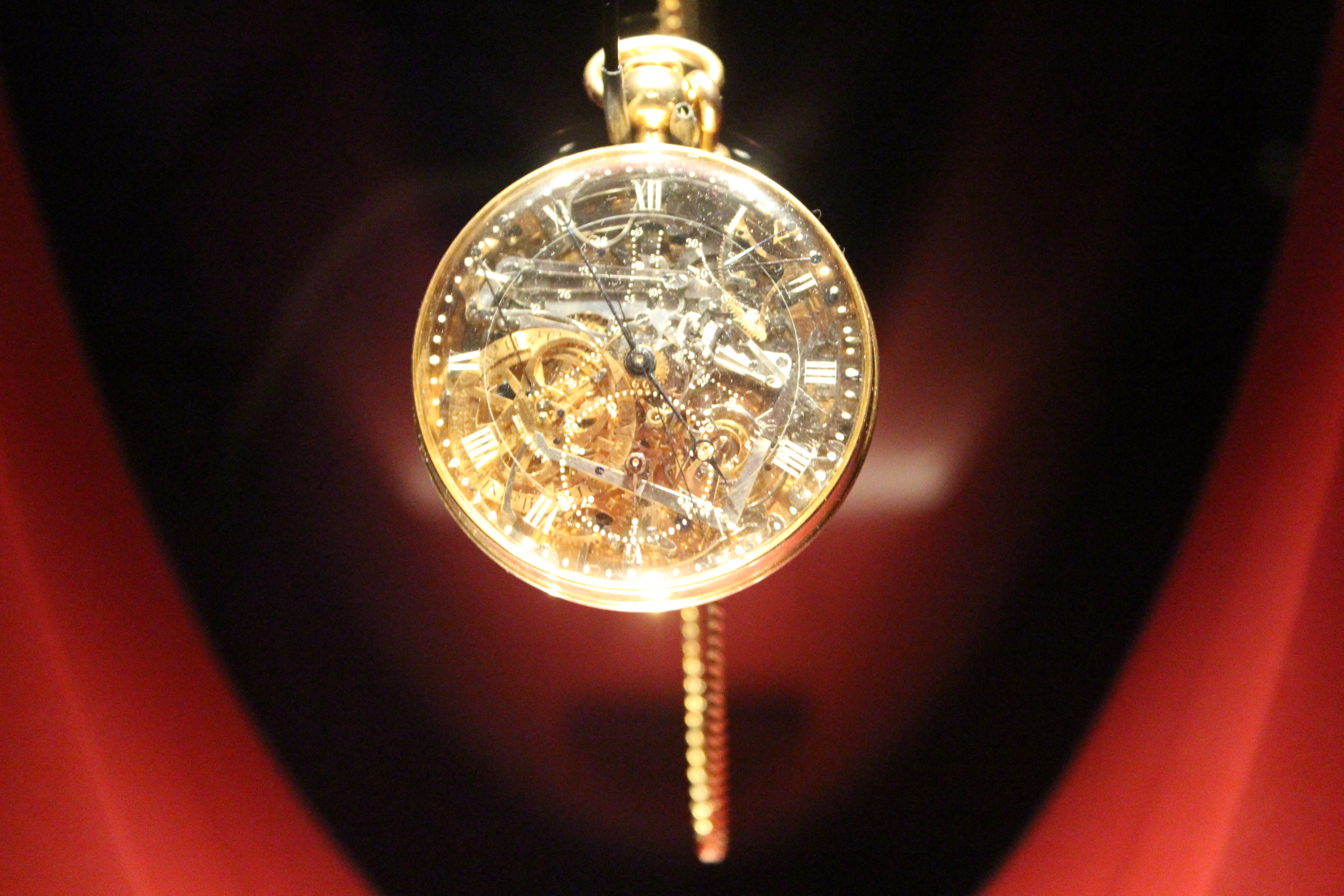
ساعت ماری انتوانت

این پرونده بیش از ۲۰ سال حل نشده باقی ماند. در اوت ۲۰۰۶، یک ارزیاب عتیقه‌جات تل‌آویو با موزه تماس گرفت و گزارش داد که برخی از اقلام مسروقه توسط یک وکیل تل‌آویو نگهداری می‌شود که موکلش آنها را از شوهر مرحومش به ارث برده و مایل است آنها را به موزه بفروشد. قیمت درخواستی اولیه ۲ میلیون دلار آمریکا (ارزش پاداش ارائه شده در پرونده) بود، اما این مبلغ با مذاکره به ۳۵۰۰۰ دلار آمریکا کاهش یافت. در میان اقلام بازگردانده شده، تابلوی «ماری آنتوانت» و یک ساعت ارزشمند «سیمپاتیک» که آن هم اثر برگت بود، وجود داشت. بازرسی بعدی از یک انبار در اسرائیل، اسنادی را به دست آورد که به صندوق‌های امانات متعلق به نعمان دیلر در اسرائیل، آلمان، هلند و ایالات متحده منجر شد. پلیس موکل را به عنوان نیلی شمرات، یک اسرائیلی مهاجر که در سال ۲۰۰۳ با دیلر ازدواج کرده بود، شناسایی کرد. او به پلیس گفت که درست قبل از مرگ شوهرش در سال ۲۰۰۴، شوهرش به جرم خود اعتراف کرده و به او توصیه کرده که این مجموعه را بفروشد. شمرات در ماه مه ۲۰۰۸، پس از آنکه بازرسان اسرائیلی و آمریکایی در بازرسی از خانه‌اش چندین ساعت مسروقه، تعدادی نقاشی نادر قرن هجدهم و کارت‌های کاتالوگ حاوی نام ساعت‌ها و سازندگان آنها را پیدا کردند، دستگیر شد.
در ۱۸ نوامبر ۲۰۰۸، مقامات پلیس فرانسه و اسرائیل ۴۳ قطعه ساعت مسروقه دیگر را در دو گاوصندوق بانک در فرانسه کشف کردند. از ۱۰۶ ساعت کمیابی که در سال ۱۹۸۳ به سرقت رفت، ۹۶ عدد بازیابی شدند.
در ۳ آوریل ۲۰۱۰، شمرات به ۳۰۰ ساعت خدمات اجتماعی محکوم و به جرم نگهداری اموال مسروقه به پنج سال حبس تعلیقی محکوم شد.

## نمایشگاه‌ها

### هنر معاصر عرب
در سال ۲۰۰۸، یک نمایشگاه گروهی از هنر معاصر عرب در موزه افتتاح شد که اولین نمایشگاه هنر معاصر عرب محلی در یک موزه اسرائیلی و اولین نمایشگاهی بود که توسط یک متصدی عرب برگزار می‌شد. سیزده هنرمند عرب در این نمایش شرکت کردند.

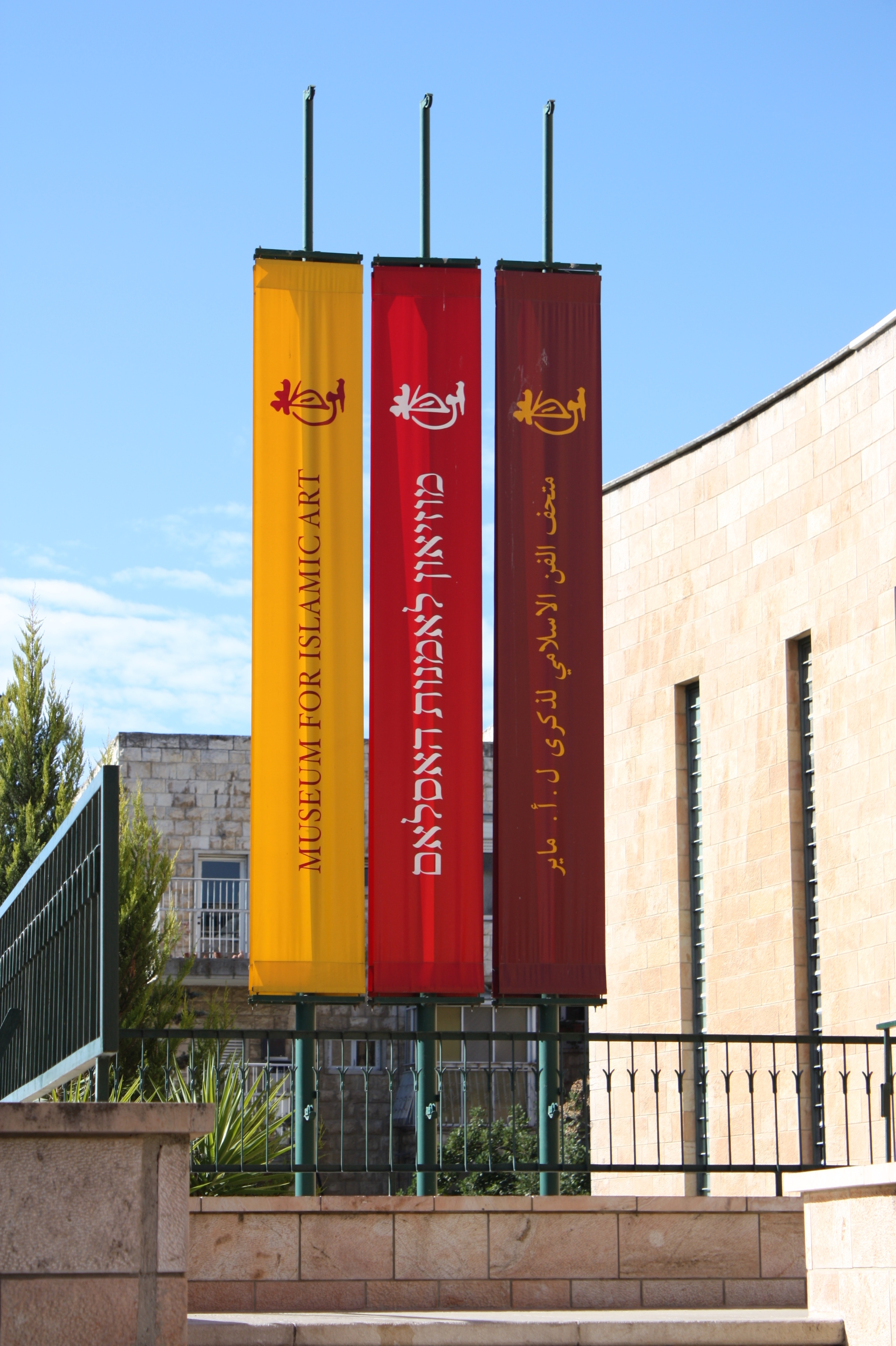
خوش آمد به سه زبان: عبری و اتگلیسی و عربی.

### طعم‌های بهشت: داستان‌هایی از آشپزخانه‌های عربی
در سال‌های ۲۰۲۳–۲۰۲۴، این موزه میزبان نمایشگاهی در مورد تکامل غذاهای عربی از قرن هفتم میلادی تا امپراتوری عثمانی بود که مناطقی از عراق تا اسپانیا را پوشش می‌داد. این نمایشگاه شامل انواع غذاها، آثار هنری، وسایل آشپزخانه، سرامیک و نسخه‌های کپی و اصلی کتاب‌های آشپزی باستانی بود که همگی مربوط به تاریخ آشپزی اعراب و سایر گروه‌هایی بودند که تحت حکومت مسلمانان زندگی می‌کردند.